# HNoMS Nordkapp
El HNoMS Nordkapp fue el primer buque de la clase Nordkapp de buques de protección pesquera.  Fue botado el 18 de agosto de 1937 en el astillero naval de Horten, con el número de astillero 123. Tenía un buque gemelo, el HNoMS Senja. El Nordkapp recibió su nombre del Cabo Norte en Finnmark. Como era típico en su clase, el Nordkapp era muy inestable en mares agitados y desde el principio fue visto como un buque de segunda categoría. El Nordkapp navegó durante toda la Segunda Guerra Mundial y prestó servicio en varios teatros de operaciones.

## Hundimiento
Tras el final de la Segunda Guerra Mundial, el Nordkapp reanudó sus funciones de antes de la guerra como buque guardacostas hasta que fue dado de baja y amarrado en Horten el 29 de julio de 1954. Fue vendido a propietarios civiles en 1956 y encontró una nueva carrera como buque pesquero bajo dos propietarios, primero como Skarodd y luego, a partir de 1971, como Tor Hugo. Su larga carrera terminó el 27 de noviembre de 1972, cuando se hundió frente a África occidental después de sufrir fugas y una grieta en el casco.